# INTS7
INTS7‏ (Integrator complex subunit 7) هوَ بروتين يُشَفر بواسطة جين INTS7 في الإنسان.